# Chodov (Plzeň)
Chodov é uma comuna checa localizada na região de Plzeň, distrito de Domažlice.